# Yabara
 (janvier 2017).
Si vous disposez d'ouvrages ou d'articles de référence ou si vous connaissez des sites web de qualité traitant du thème abordé ici, merci de compléter l'article en donnant les références utiles à sa vérifiabilité et en les liant à la section « Notes et références ».

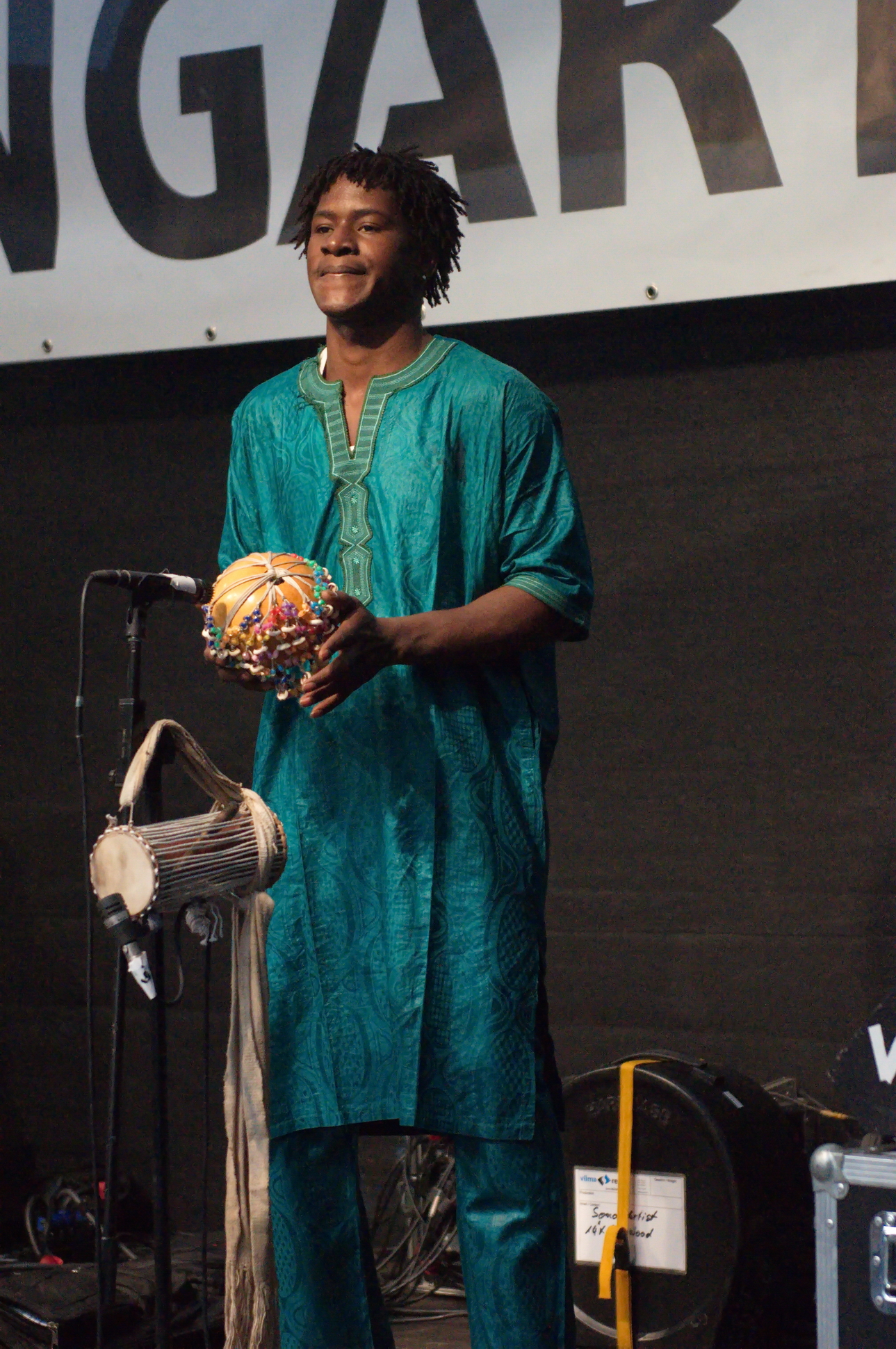
Yabara utilisé en concert

Le yabara est un instrument de musique ouest-africain. Il est constitué d'une calebasse munie d'un filet de perles ou de coquillages. On en joue pour battre la mesure. Il en existe de nombreuses sortes. 
Le yabara (ou djabara) est un instrument à percussion de la grande famille des idiophones. Sa forme et ses dimensions sont variables. Il est généralement confectionné à l’aide d’une gourde ouverte du côté de son col, et couverte d’un filet de perles ou de noyaux de fruits sauvages. Pour le jouer, on le prend par le manche d’une part et par l’extrémité du filet de perles d’autre part, pour permettre aux perles et à la gourde de s’entrechoquer, et au son de s’amplifier.
Les kôrêdugaw, « bouffons sacrés du kòrè » seraient les inventeurs de cet instrument qu’ils appellent maya bara, « la gourde de l’humanisme ».[réf. nécessaire]